# Drosanthemum hallii
Drosanthemum hallii är en isörtsväxtart som beskrevs av L. Bol. Drosanthemum hallii ingår i släktet Drosanthemum och familjen isörtsväxter. Inga underarter finns listade i Catalogue of Life.